# 2055
Cette page concerne l'année 2055  du calendrier grégorien.
L'année 2055 est une année commune qui commence un vendredi.
C'est la 2055e année de notre ère, la 55e année du IIIe millénaire et du XXIe siècle et la 6e année de la décennie 2050-2059.

## Autres calendriers
- Calendrier berbère : 3004 / 3005
- Calendrier hébraïque : 5815 / 5816
- Calendrier indien : 1976 / 1977
- Calendrier musulman : 1476 / 1477
- Calendrier persan : 1433 / 1434